# Chupacabra (The Walking Dead)
«Chupacabra»— es el quinto episodio de la segunda temporada de la serie de terror posapocalíptico The Walking Dead. Se emitió en AMC en los Estados Unidos el 13 de noviembre de 2011. En el episodio, Daryl Dixon (Norman Reedus), delira de ser herido en una misión de búsqueda, desesperadamente intenta regresar a la granja de los Greene. Mientras tanto, Glenn (Steven Yeun) revela un secreto que podría poner en peligro a los sobrevivientes.

## Argumento
En el flashback inicial, Lori y Shane, escapando a un centro de refugiados al inicio del brote, observan con horror cómo los helicópteros militares lanzan napalm sobre Atlanta.
En el presente, los supervivientes continúan la búsqueda de la desaparecida Sophia. Hershel le expresa su preocupación a Rick porque su grupo se ha sentido demasiado cómodo en sus tierras de cultivo. Hershel está particularmente preocupado por lo cercanos que parecen ser Glenn y su hija Maggie. Mientras tanto, Glenn se entera accidentalmente de que Lori está embarazada y ella le pide que se lo mantenga en secreto a Rick.
Durante un grupo de búsqueda, Shane le dice a Rick que la búsqueda no tiene sentido y que deberían continuar hasta Fort Benning. Más tarde, Rick le confía a Lori que Shane puede tener razón. Lori confronta en privado a Shane y le recuerda que el bienestar de ella y de Carl ya no es su problema.
Daryl sale a caballo en busca de Sophia y finalmente encuentra su muñeca en el lecho de un río. Mientras sigue el río, una serpiente asusta a su caballo y éste cae, siendo gravemente herido por una de sus flechas de ballesta en la caída. Comienza a alucinar a su hermano desaparecido Merle, quien lo reprende por pasar más tiempo buscando a Sophia que a él. Daryl se despierta a tiempo para encontrar un caminante mordiendo su zapato; rápidamente lo elimina a él y a otro caminante que se acerca, y toma sus orejas como collar trofeo.
Daryl cojea hacia la granja y desde la distancia, lo confunden con un caminante; Andrea le dispara, rozando su cabeza y dejándolo inconsciente. Rick llega primero a Daryl y esconde el collar de la oreja del caminante antes de que Hershel pueda verlo. Daryl recibe tratamiento y cuando se despierta, le cuenta a Carol lo que había encontrado, por lo que ella está agradecida.

## Producción

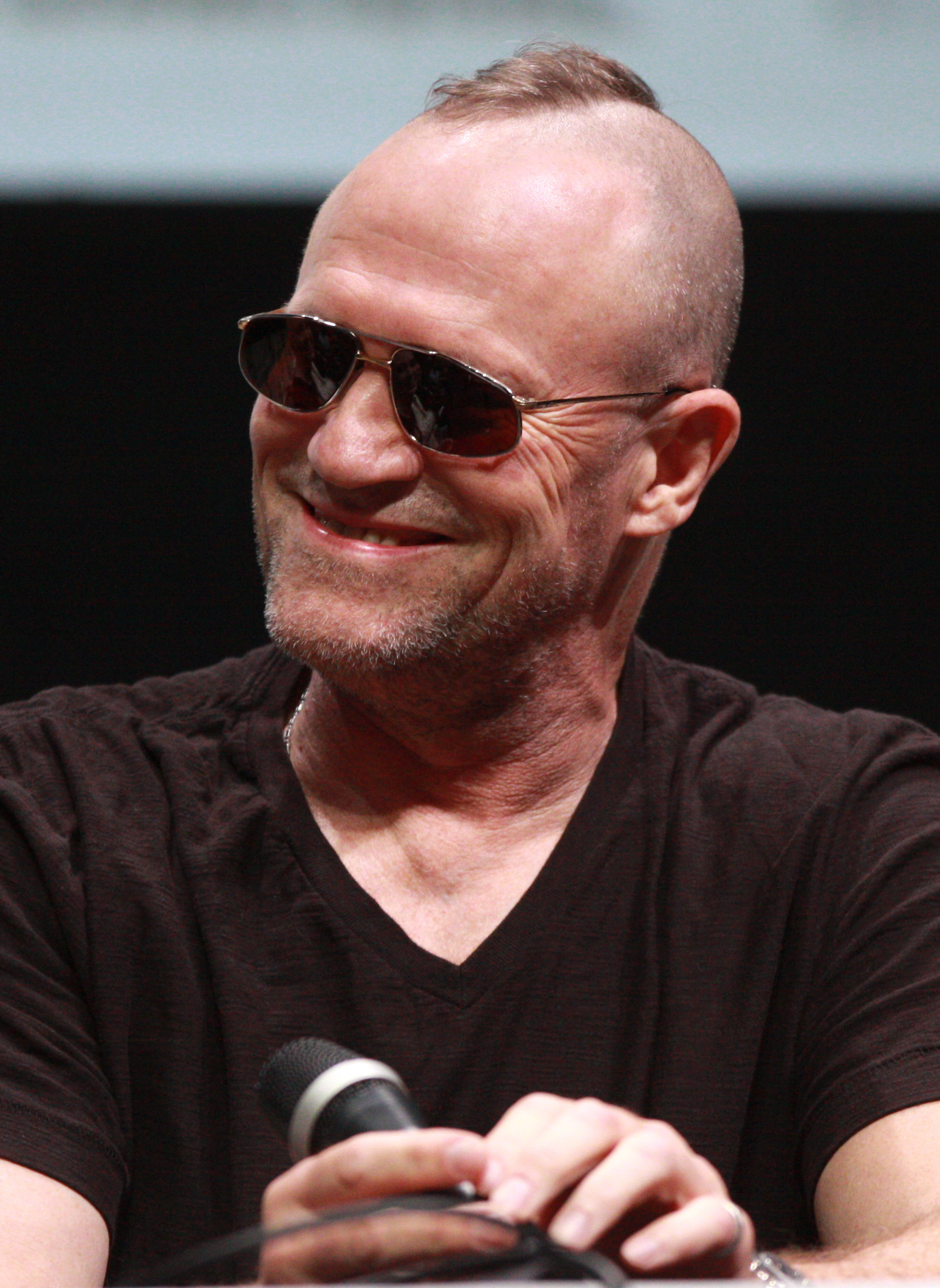
Michael Rooker hizo una aparición en la serie.

Chupacabra" fue dirigida por Guy Ferland y escrita por David Leslie Johnson. El episodio presenta el regreso de Michael Rooker como Merle Dixon, quien hizo su última aparición en el episodio de la primera temporada "Tell It to the Frogs". Rooker confirmado su aparición en el 2011 en la convención de Alliens to Zombies que se hizo en Hollywood Roosevelt Hotel e Hollywood, California. "Nadie esperaba esto nivel de adoración de Merle ", articuló." Él es un loco, loco, todo va de lo más amable. Existe incertidumbre sobre Merle, como si regresara cuando menos lo esperas. Él es el hombre del saco, y los espectadores aman ese suspenso. La pregunta número uno que me hacen es: '¿Cuándo regresará tu personaje?' No puedo decir cuándo, pero prometo que va a ser un paseo salvaje. " El escritor Robert Kirkman insistió en que Rooker era una delicia durante la producción, y esperaba que apareciera regularmente y dijo: No puedo decir cuándo, pero prometo que va a ser un paseo salvaje para The Walking Dead.
"Chupacabra" analiza aún más el desarrollo de Daryl Dixon. En el episodio, Daryl continúa buscando a Sophia; eventualmente él yace delirantemente en la orilla de un río, donde simultáneamente alucina a su hermano desaparecido Merle. Kirkman declaró que estableció a Daryl como un gran sobreviviente del grupo.

Es agradable ver a Daryl por su cuenta. Establecimos desde el principio que él es el sobreviviente del grupo y también es interesante que este tipo que parece tener un poco nopal es el que se está lanzando a la misión de buscar a Sophia. Por lo tanto, es agradable ver un lado un poco suave para él. Pero al mismo tiempo, lo estás viendo cortarle las orejas a los zombis y hacerles un collar, lo cual es un poco extraño.

## Recepción
El episodio tuvo un total de 6.12 millones de espectadores, disminuyendo la audiencia de la semana pasada.

### Crítica
Eric Goldman en IGN le dio una opinión favorable al episodio, alabando el desarrollo de Daryl Dixon y la actuación de Norman Reedus, aunque criticó la lentitud en la granja de Greene. En general, le dio al episodio 7.5 de 10, un "buen" índice de audiencia.